# Plopeasa, Buzău
Plopeasa este un sat în comuna Scorțoasa din județul Buzău, Muntenia, România. Se află în centrul județului, în depresiunea Policiori din Subcarpații de Curbură.
În forma sa actuală, satul există din 1968, când satele Plopeasa de Jos și Plopeasa de Sus au fost contopite.